# Волков, Фёдор Иванович (горный инженер)
Волков Фёдор Иванович (1907, неизвестно — неизвестно, неизвестно) — советский горный инженер, руководитель в горнорудной промышленности. Лауреат Сталинской премии 3-й степени (1948).

## Биография
Родился в 1907 году.
Получил высшее образование. В горнорудной промышленности Кривбасса с начала 1930-х годов, участник восстановления шахт после гражданской войны.
В 1941—1944 годах работал в эвакуации на Урале.
В конце 1940-х — начале 1950-х годов — один из ведущих горных инженеров Кривбасса.
В 1945—1951 годах — начальник шахты «Коммунар» рудоуправления имени Ф. Э. Дзержинского (Кривой Рог). Участвовал в послевоенном восстановлении рудоуправления.

## Награды
- Сталинская премия 3-й степени (1948) — за разработку и внедрение высокопроизводительной системы этажно-принудительного обрушения в условиях Криворожского железорудного бассейна.